# درک فورد
درک فورد (انگلیسی: Derek Ford؛ ‏ ۶ سپتامبر ۱۹۳۲ – ۱۹ مهٔ ۱۹۹۵) یک کارگردان فیلم، نویسنده، و فیلم‌نامه‌نویس اهل بریتانیا بود.
از فیلم‌ها یا مجموعه‌های تلویزیونی که وی در آن‌ها نقش داشته‌است می‌توان به سکسپلورر، آیین‌های رمزآلود، شوهران مسافر و ادامه بده، جک اشاره نمود.